# Korydallos
Korydallos (griechisch Κορυδαλλός (m. sg.), lateinisch Corydallus) ist eine Gemeinde in den westlichen Vororten von Athen, die vor allem durch Griechenlands größtes Gefängnis bekannt ist.

## Lage
Die Gemeinde ist am westlichen Fuß des Berges Egaleo (griechisch Αιγαλαίο) gelegen. Sie liegt westlich von Athen, nördlich von Piräus und südlich der Autobahn 8, die Athen mit der Hafenstadt Patras verbindet, und des Athinon Boulevards.
Nachbargemeinden sind im Süden Nikea-Agios Ioannis Rendis, im Norden Agia Varvara und Chaidari.

## Geschichte
Nach der Sage soll der Wegelagerer Prokrustes am östlichen Fuß des Berges Egaleo gelebt haben, wo der antike demos Korydallos gelegen war. In Korydallos lebte der Philosoph Theophilos Corydalleus (1563–1646), der eine neuaristotelische Schule begründete.
Mitte des 19. Jahrhunderts wurde das Gebiet Koutsikari oder Katsikari genannt nach den ausgedehnten Ländereien, die dem Großgrundbesitzer Emmanouil Koutsikaris gehörten, der 1862 bis 1865 Bürgermeister von Athen war. 1870 wurde Koutsikari als von Athen verwaltete Siedlung mit 36 Einwohnern beschrieben. Zu Beginn des 20. Jahrhunderts wurden die Ländereien aufgeteilt und verkauft. Der Ort hieß zu dieser Zeit Pachy (Παχύ). Der gewaltige Zustrom von Flüchtlingen nach Attika infolge der „kleinasiatischen Katastrophe“ 1923 führte auch hier zu einer planlosen Besiedelung des bis dahin von Wald, Schafweiden und Landwirtschaft geprägten Gebiets, das 1923 wieder den Namen Korydallos erhielt. Korydallos ist das griechische Wort für „Lerche“; angeblich kamen hier früher viele Lerchen vor.
Im Zweiten Weltkrieg wurde der Wald von Korydallos von den Bewohnern der Gegend zur Gewinnung von Brennstoff abgeholzt. Die Landflucht während und nach dem Krieg führte zu weiterem Bevölkerungszuwachs. Noch in den 1950er-Jahren gab es praktisch keine Infrastruktur; die Wasserversorgung erfolgte durch selbstgebohrte Brunnen oder Wasserverkäufer. In den 1950er- und 1960er-Jahren wuchs die Bevölkerung von 15.000 auf 30.000 Einwohner an; dies führte zu weiterer Urbanisierung, wobei Korydallos im Vergleich zu den dichter besiedelten Athener Vororten den Vorteil hatte, dass die Grundstücke größer zugeschnitten waren, was jedenfalls im zuerst bebauten unteren Teil des Gemeindegebiets (Kato Korydallos) zu symmetrisch angelegten und breiten Straßen führte. Zahlreiche Häuser mit Gärten wurden angelegt. Später mussten sie mit zunehmender Bevölkerungsdichte zu einem großen Teil größeren Gebäuden weichen.

## Einwohnerentwicklung
| Jahr | Einwohner | Veränderung       | Dichte           |
| ---- | --------- | ----------------- | ---------------- |
| 1981 | 61.313    | –                 | 14.179,7 Ew./km² |
| 1991 | 63.184    | 1.871 / + 3,05 %  | 14.612.4 Ew./km² |
| 2001 | 70.710    | 7.526 / + 11,91 % | 16.352,9 Ew./km² |

## Bürgermeister
Bürgermeister ist Stavros Kasimatis.

## Gefängnis
Zur Zeit der Militärdiktatur wurde in Korydallos ein neues Staatsgefängnis erbaut, das größte in Griechenland. 1974 verbüßte hier der Schriftsteller Günter Wallraff nach einer Protestaktion gegen das Regime mehrere Monate Freiheitsstrafe in Einzelhaft. Nach dem Ende der Militärherrschaft beherbergte die Anstalt dann die Diktatoren selbst, die vor Gericht gestellt und verurteilt wurden. Nachdem im Jahre 2002 die Anführer der Terrororganisation 17. November verhaftet wurden, fand in einem Hochsicherheitstrakt der Strafprozess gegen die hier inhaftierten Terroristen statt.
Deren Haftbedingungen in strenger Isolation im Untergeschoss des Gefängnisses, aber auch die Haftbedingungen der übrigen Gefangenen zogen eine kritische internationale Aufmerksamkeit auf sich. Das Gefängnis ist chronisch in dramatischer Weise überbelegt. Es wurde für 640 Gefangene konzipiert, hatte aber jedenfalls zeitweise 2.200 Insassen. Im November 2007 gab der griechische Justizminister bekannt, dass die Frauenabteilung in Korydallos aufgelöst und die weiblichen Gefangenen in einem neuen Gefängnis in Zentralgriechenland untergebracht werden sollen.
Das Gefängnis geriet ferner durch spektakuläre Ausbrüche in die Schlagzeilen. Dem Gangster Vasilis Paleokostas gelang sogar zwei Mal eine filmreife Flucht mit einem Hubschrauber. Nach der zweiten Flucht am 22. Februar 2009, die von Anwohnern beobachtet wurde und bei der eine Schießerei stattfand, forderte Bürgermeister Kasimatis die Schließung des Gefängnisses, das eine Gefährdung der Bevölkerung der umliegenden Wohngebiete darstelle.